# 윌리엄 월러스 링컨
윌리엄 월러스 링컨(영어: William Wallace Lincoln, 1850년 12월 21일 ~ 1862년 2월 20일)은 에이브러햄 링컨과 메리 토드 링컨의 셋째 아들이었다. 그는 메리의 형부인 윌리엄 스미스 월리스 박사의 이름을 따서 지어졌다. 그는 아버지의 대통령 재임 기간 동안 백악관에서 장티푸스로 타계했다.